# Ель-Чапарраль (Техас)
Ель-Чапарраль (англ. El Chaparral) — переписна місцевість (CDP) в США, в окрузі Старр штату Техас. Населення — 467 осіб (2020).

## Географія
Ель-Чапарраль розташований за координатами 26°20′56″ пн. ш. 98°46′2″ зх. д. / 26.34889° пн. ш. 98.76722° зх. д. (26.348795, -98.767339).  За даними Бюро перепису населення США в 2010 році переписна місцевість мала площу 0,25 км², уся площа — суходіл.

## Демографія
Згідно з переписом 2010 року, у переписній місцевості мешкали 464 особи в 119 домогосподарствах у складі 109 родин. Густота населення становила 1829 осіб/км².  Було 136 помешкань (536/км²).
Расовий склад населення:
| - 99,4 % — білих |

До двох чи більше рас належало 0,0 %. Частка іспаномовних становила 99,4 % від усіх жителів.
За віковим діапазоном населення розподілялося таким чином: 32,8 % — особи молодші 18 років, 59,2 % — особи у віці 18—64 років, 8,0 % — особи у віці 65 років та старші. Медіана віку мешканця становила 28,7 року. На 100 осіб жіночої статі у переписній місцевості припадало 103,5 чоловіків;  на 100 жінок у віці від 18 років та старших — 91,4 чоловіків також старших 18 років.
Цивільне працевлаштоване населення становило 106 осіб. Основні галузі зайнятості: освіта, охорона здоров'я та соціальна допомога — 47,2 %, мистецтво, розваги та відпочинок — 33,0 %, транспорт — 14,2 %, публічна адміністрація — 5,7 %.